# Yukarıyarımca, Harran
Yukarıyarımca là một xã thuộc huyện Harran, tỉnh Şanlıurfa, Thổ Nhĩ Kỳ. Dân số thời điểm năm 2011 là 573 người.